# Popolasca
Popolasca (en cors Upulasca) és un municipi francès, situat a la regió de Còrsega, al departament d'Alta Còrsega. L'any 1999 tenia 36 habitants.

## Demografia
| 1962 | 1968 | 1975 | 1982 | 1990 | 1999 |
| ---- | ---- | ---- | ---- | ---- | ---- |
| 59   | 59   | 43   | 39   | 31   | 36   |

## Administració
| Període | Identitat    | Partit        | Qualitat |  |
| ------- | ------------ | ------------- | -------- |  |
| 2001-   | Lucien Costa | Divers droite |          |  |